# Station Mazy
Station Mazy is een spoorwegstation langs spoorlijn 144 (Gembloers - Jemeppe-sur-Sambre) in Mazy, een deelgemeente van Gembloers. Het is nu een stopplaats.

## Treindienst
| Serie       | Treinsoort          | Route                                               | Bijzonderheden           |
| ----------- | ------------------- | --------------------------------------------------- | ------------------------ |
| P 7690/8690 | Piekuurtrein (NMBS) | [ Tamines – ] Jemeppe-sur-Sambre – Mazy – Gembloers | Een trein vanaf Tamines. |

## Galerij

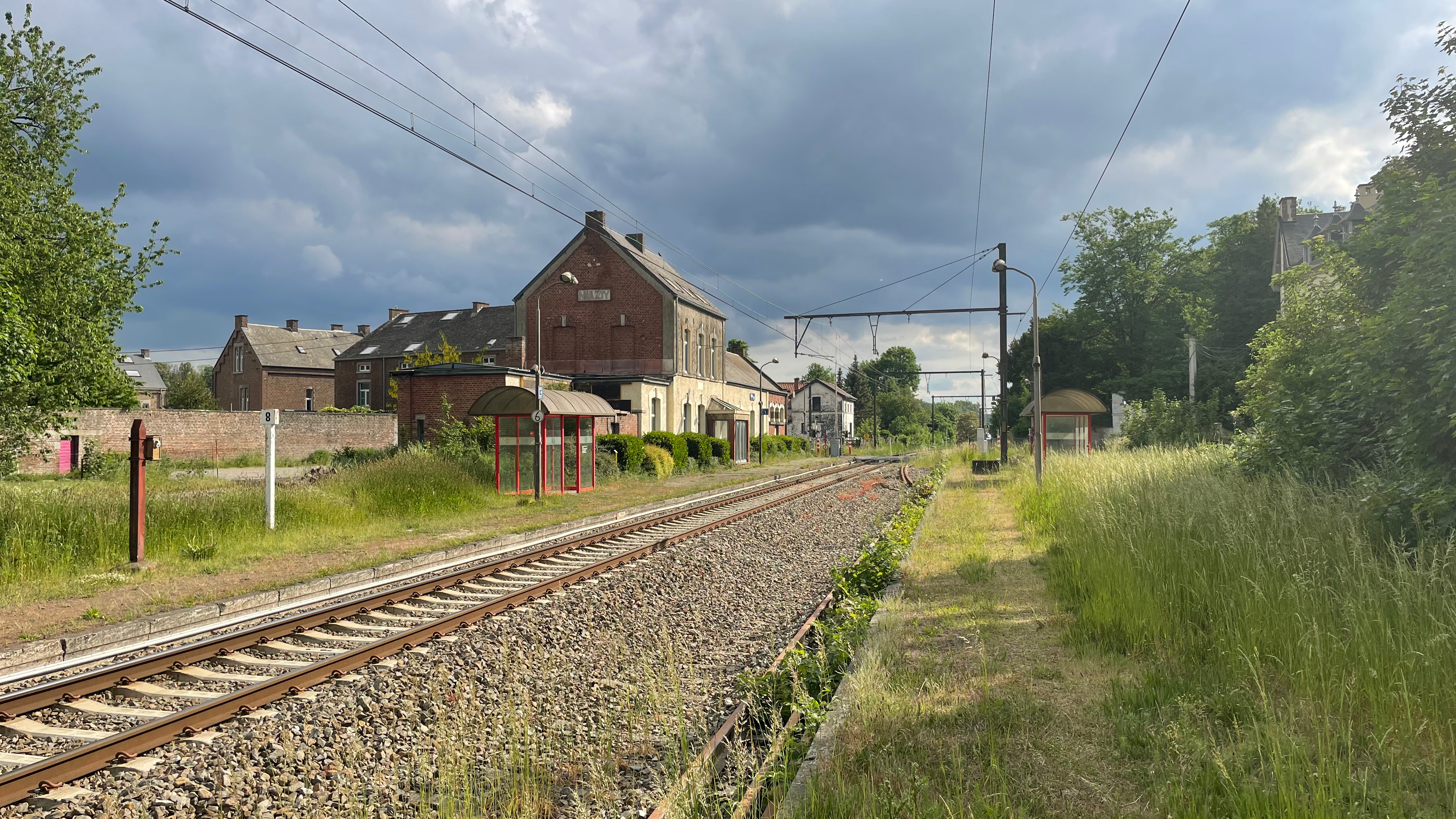
Zicht op het perron
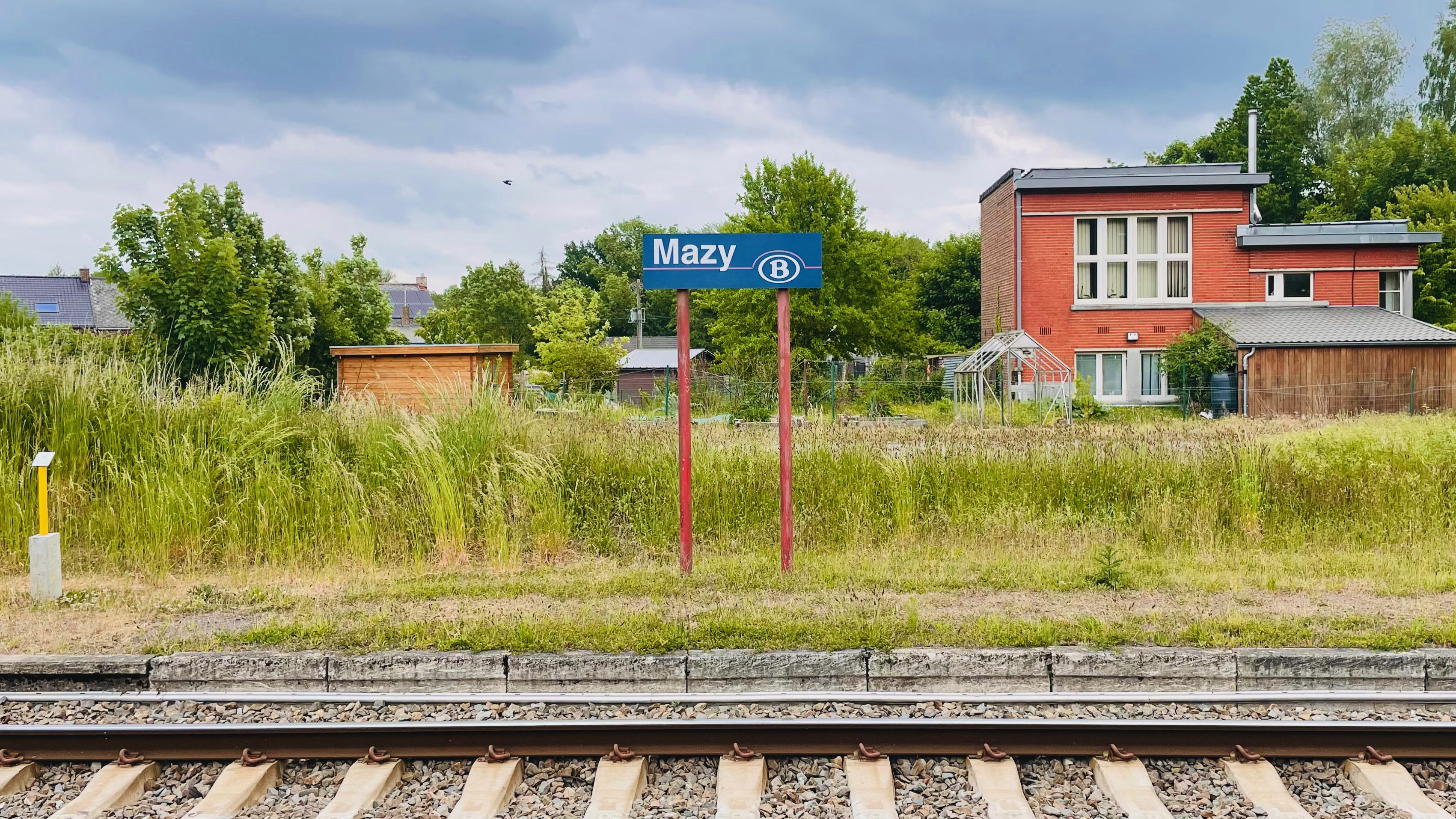
Plaatsnaambord

## Reizigerstellingen
De grafiek en tabel geven het gemiddeld aantal instappende reizigers weer op een week-, zater- en zondag.
| Tabel: aantal instappende reizigers station Mazy | Tabel: aantal instappende reizigers station Mazy | Tabel: aantal instappende reizigers station Mazy | Tabel: aantal instappende reizigers station Mazy |
|                                                  | Weekdag                                          | Zaterdag                                         | Zondag                                           |
| ------------------------------------------------ | ------------------------------------------------ | ------------------------------------------------ | ------------------------------------------------ |
| 1977                                             | 209                                              | 46                                               | 42                                               |
| 1978                                             | 185                                              | 41                                               | 22                                               |
| 1979                                             | 187                                              | 35                                               | 43                                               |
| 1980                                             | 188                                              | 43                                               | 41                                               |
| 1981                                             | 201                                              | 42                                               | 16                                               |
| 1982                                             | 170                                              | 17                                               | -                                                |
| 1983                                             | 170                                              | 13                                               | -                                                |
| 1984                                             | 87                                               | -                                                | -                                                |
| 1985                                             | 90                                               | -                                                | -                                                |
| 1986                                             | 63                                               | -                                                | -                                                |
| 1987                                             | 71                                               | -                                                | -                                                |
| 1988                                             | 73                                               | -                                                | -                                                |
| 1989                                             | 63                                               | -                                                | -                                                |
| 1990                                             | 48                                               | -                                                | -                                                |
| 1991                                             | 58                                               | -                                                | -                                                |
| 1992                                             | 52                                               | -                                                | -                                                |
| 1993                                             | 72                                               | -                                                | -                                                |
| 1994                                             | 111                                              | -                                                | -                                                |
| 1995                                             | 86                                               | -                                                | -                                                |
| 1996                                             | 96                                               | -                                                | -                                                |
| 1997                                             | 91                                               | -                                                | -                                                |
| 1998                                             | 57                                               | -                                                | -                                                |
| 1999                                             | 55                                               | -                                                | -                                                |
| 2000                                             | 71                                               | -                                                | -                                                |
| 2001                                             | 84                                               | -                                                | -                                                |
| 2002                                             | 60                                               | -                                                | -                                                |
| 2003                                             | 61                                               | -                                                | -                                                |
| 2004                                             | 75                                               | -                                                | -                                                |
| 2005                                             | 64                                               | -                                                | -                                                |
| 2006                                             | 67                                               | -                                                | -                                                |
| 2007                                             | 58                                               | -                                                | -                                                |
| 2008                                             | -                                                | -                                                | -                                                |
| 2009                                             | 73                                               | -                                                | -                                                |
| 2010                                             | -                                                | -                                                | -                                                |
| 2011                                             | -                                                | -                                                | -                                                |
| 2012                                             | 77                                               | -                                                | -                                                |
| 2013                                             | 67                                               | -                                                | -                                                |
| 2014                                             | 48                                               | -                                                | -                                                |
| 2015                                             | 34                                               | -                                                | -                                                |
| 2016                                             | 22                                               | -                                                | -                                                |
| 2017                                             | 41                                               | -                                                | -                                                |
| 2018                                             | 27                                               | -                                                | -                                                |
| 2019                                             | 24                                               | -                                                | -                                                |
| 2020                                             | 36                                               | -                                                | -                                                |
| 2021                                             | -                                                | -                                                | -                                                |
| 2022                                             | 17                                               | -                                                | -                                                |
| 2023                                             | 26                                               | -                                                | -                                                |
| 2024                                             | 38                                               | -                                                | -                                                |

0,0: Gembloers ·
1,6: Chapelle-Dieu ·
5,1: Vichenet ·
7,1: Mazy ·
10,4: Onoz-Spy ·
12,9: Jemeppe-Froidmont ·
14,4: Jemeppe-sur-Sambre